# René Rast
René Rast (* 26. Oktober 1986 in Minden) ist ein deutscher Automobilrennfahrer. Er wuchs in Steyerberg im Landkreis Nienburg/Weser (Niedersachsen) auf. Rast trat zwischen 2008 und 2012 im Porsche Supercup an und gewann 2010, 2011 und 2012 den Meistertitel. Zusammen mit Kelvin van der Linde gewann er 2014 das ADAC GT Masters. 2017 wechselte Rast zu Audi in die DTM, in der er auf Anhieb Meister wurde. 2019 und 2020 holte er zum zweiten und dritten Mal die Meisterschaft. 2021 wechselte in die FIA-Formel-E-Weltmeisterschaft und kehrte zur Saison 2022 nach dem Ausstieg von Audi aus der Formel E in die DTM zurück. Zur Saison 2023 wechselte er nach vielen Jahren mit Audi zu BMW. Zusätzlich zur DTM fährt er in dieser Saison in der Formel E für McLaren.

## Karriere

### Anfänge im Kart- und Formelsport (1996–2004)
Rast begann seine Motorsportkarriere 1996 im Kartsport, in dem er bis 2002 aktiv war. Unter anderem gewann er 2001 den norddeutschen ICA-Junioren-Kartcup sowie 2002 den deutschen ICA-Junioren-Kartcup.
2003 wechselte Rast in den Formelsport und trat für zwei Jahre in der deutschen Formel BMW an. Nachdem er seine erste Saison auf dem 18. Gesamtrang beendet hatte, wurde er 2004 23. in der Gesamtwertung.

### Verschiedene Rennserien (2005–2015)

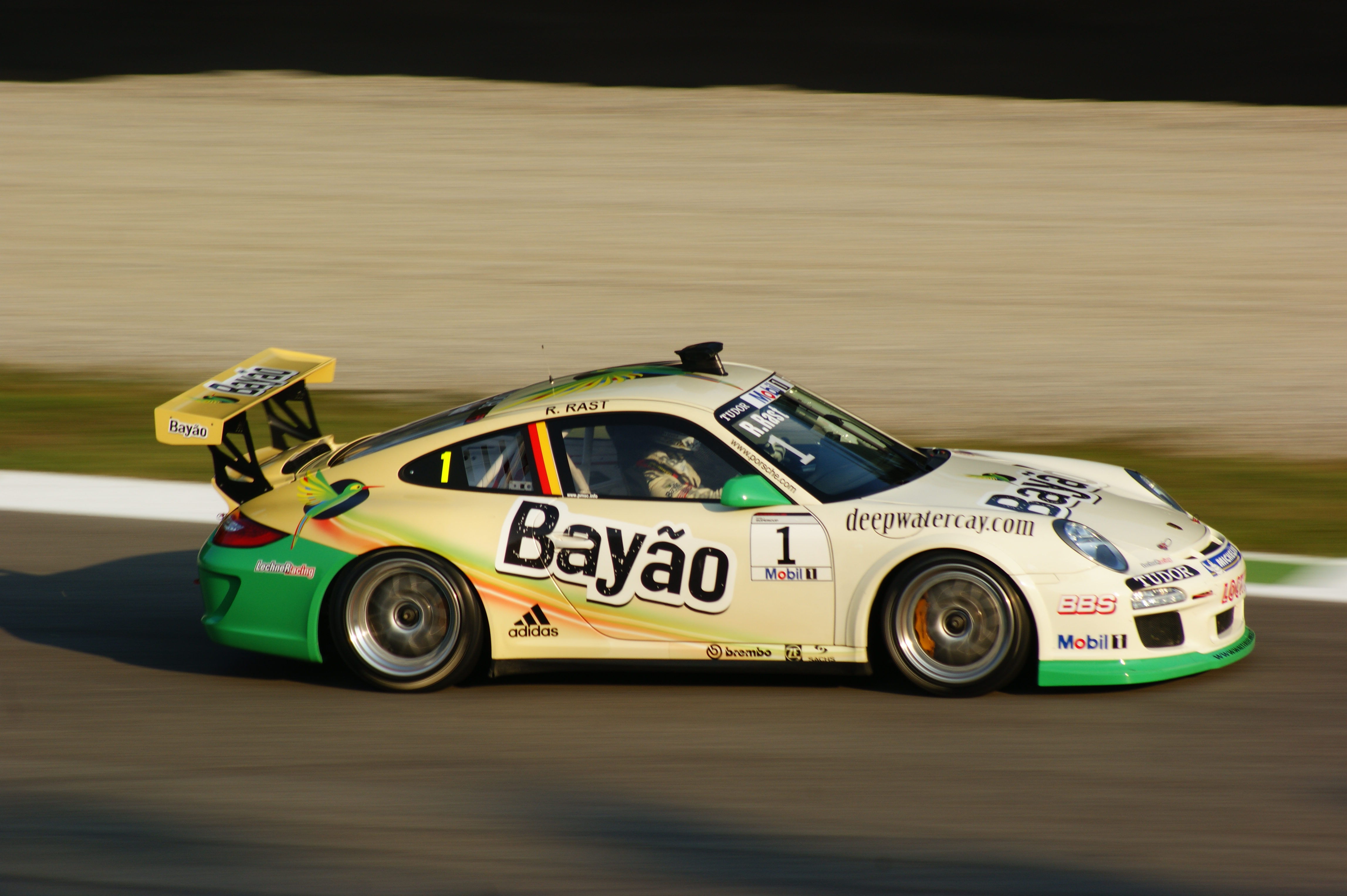
Rast im Porsche Supercup 2011

2005 wechselte Rast in den Tourenwagensport. Er trat im ADAC Volkswagen Polo Cup an, erzielte sechs Rennsiege und gewann die Meisterschaft. 2006 fuhr er im deutschen SEAT León Supercopa und wurde mit drei Siegen Vizemeister hinter Florian Gruber.
2007 ging Rast für das MRS Team im deutschen Porsche Carrera Cup an den Start und beendete die erste Saison mit einer Podest-Platzierung auf dem zehnten Gesamtrang. Darüber hinaus absolvierte er einen Gaststart im Porsche Supercup. 2008 entschied Rast den deutschen Porsche Carrera Cup mit einem Sieg für sich. Darüber hinaus trat er zu zehn von elf Rennen des Porsche Supercups an. Er erzielte eine Podest-Platzierung und beendete die Saison auf dem fünften Platz der Fahrerwertung.
2009 erzielte Rast im Porsche Supercup sechs Siege und beendete die Saison als Vizemeister mit 207 zu 254 Punkten hinter Jeroen Bleekemolen. 2010 wechselte Rast zu Lechner Racing und gewann vier Rennen im Porsche Supercup. Er entschied die Meisterschaft mit 152 zu 146 Punkten vor Nick Tandy für sich. 2010 nahm er an sechs Rennen des ADAC GT Masters teil. Dabei gelang ihm ein Sieg und er schloss die Saison als 17. ab. 2011 blieb Rast bei Lechner Racing im Porsche Supercup. Mit vier Siegen führt er die Meisterschaft ein Rennwochenende vor Saisonende an. Er startete erneut zu Rennen des ADAC GT Masters sowie zum deutschen Porsche Carrera Cup und der American Le Mans Series. Außerdem absolvierte Rast DTM-Testfahrten für BMW.
2016 bestritt Rast den Berlin ePrix in der FIA-Formel-E-Meisterschaft als Vertretung für António Félix da Costa beim Team Aguri.

### DTM und Formel E (seit 2016)
Am 17. Juli 2016 gab er im zweiten Rennen beim Wochenende in Zandvoort sein Debüt in der DTM, als er im Team Rosberg den verletzten Adrien Tambay vertreten durfte. Bei diesem zunächst einmaligen Start belegte er den 19. Platz. Beim Finale der Saison 2016 in Hockenheim sprang Rast – nun im Team Phoenix – für Mike Rockenfeller, der bei Abt Sportsline den beim zeitgleich stattfindenden Finale der Rallycross-Weltmeisterschaft startenden Mattias Ekström vertrat, ein. Im Samstagsrennen erzielte er als Sechster seine erste Platzierung in den Punkten, am Sonntag blieb er ohne Zähler. Im Gesamtklassement belegte er den 23. Rang.

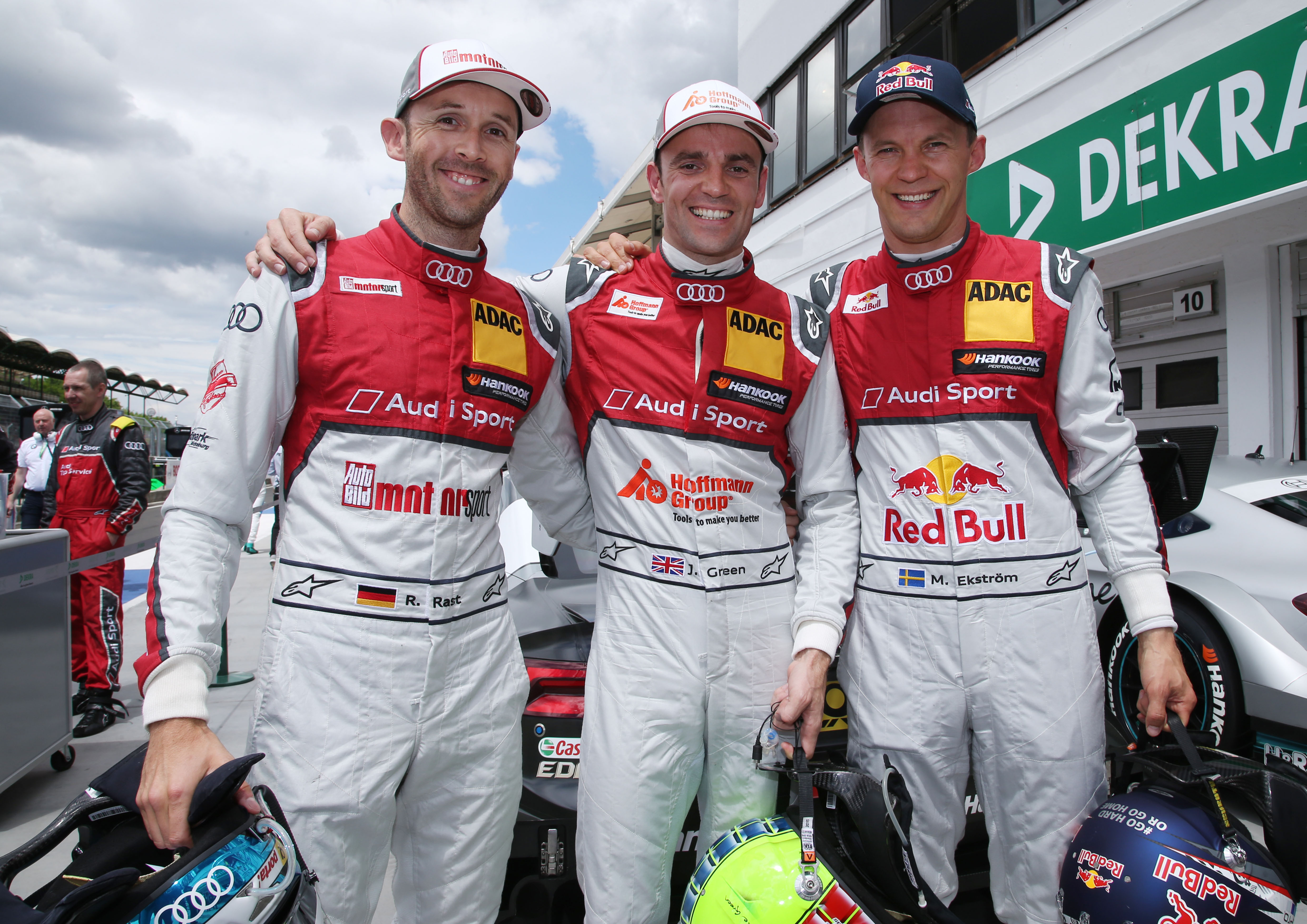
René Rast, Jamie Green und Mattias Ekström (v. l. n. r.) 2017 in Budapest

Zur Saison 2017 wechselte Rast endgültig in die DTM und trat erneut für das Team Rosberg an, wo er Teamkollege von Jamie Green wurde. Beim zweiten Rennwochenende gelang ihm am Lausitzring als Dritter seine erste Podiumsplatzierung. In Mogyoród gelang ihm am Samstag seine erste Pole-Position, im Rennen belegte er den sechsten Platz. Einen Tag später erzielte er seine zweite Pole-Position und im Rennen seinen ersten DTM-Laufsieg. Dies wiederholte er etwas mehr als einen Monat später in Wolokolamsk. Ende September gelang ihm in Spielberg sein dritter Saisonsieg. Vor dem letzten Saisonrennen in Hockenheim hatten mit Ekström, Green, Rockenfeller und Rast noch vier Piloten die Chance auf den Titel. Durch einen zweiten Platz sowohl in der Qualifikation als auch im Rennen zog Rast im letzten Rennen an den vor ihm liegenden Ekström und Green vorbei und gewann mit 179 Punkten in seiner ersten vollen DTM-Saison den Meistertitel.
2018 blieben Green und Rast bei Rosberg. Beim Saisonauftakt in Hockenheim erzielte Rast die Plätze neun und sieben. Beim Samstagsrennen auf dem Lausitzring verunglückte er schwer. Nach einer Berührung mit seinem Markenkollegen Loïc Duval kam er von der Strecke ab und überschlug sich. Aufgrund des Unfalls wurde Rast in das Krankenhaus Senftenberg eingeliefert, aus dem er am Sonntagmorgen entlassen wurde. Er blieb ohne größere Blessuren. Das Rennen wurde für etwa 15 Minuten unterbrochen und anschließend neu gestartet. Das zweite Rennen am Sonntag verpasste Rast wegen der zu schweren Beschädigungen an seinem Fahrzeug. In Zandvoort gelang ihm am Sonntag sein erster Saisonsieg und in Brands Hatch als Dritter ein weiterer Podiumsplatz. In Misano fuhr er am Sonntag mit dem dritten Platz zu seinem dritten Podium in dieser Saison. Am Nürburgring gelang es ihm als erstem DTM-Fahrer, die maximale Punktzahl von 56 an einem Wochenende zu erzielen, nachdem er sowohl am Samstag als auch am Sonntag zunächst auf die Pole-Position fahren und das jeweilige Rennen anschließend auch gewinnen konnte. Auch in Spielberg und beim Saisonfinale in Hockenheim konnte er jeweils beide Rennen gewinnen. Damit stellte er einen Rekord für die meisten Siege in Serie in der DTM auf. Trotz dieser Siegesserie unterlag er am Saisonende mit 251 Punkten Gary Paffett, der mit 255 Punkten neuer Meister wurde, und belegte den zweiten Platz in der Fahrerwertung.
Mitte Dezember 2018 wurden Green und Rast als Fahrer des Teams Rosberg für die Saison 2019 bestätigt. Nachdem er beim Saisonauftakt in Hockenheim im ersten Rennen kurz vor Schluss ausgeschieden war, erreichte er am Sonntag seinen ersten Saisonsieg. Bei dem Sonntagsrennen in Zolder erzielte er seinen zweiten Sieg in diesem Jahr. In Misano fuhr er jeweils von der Pole-Position zu den Plätzen zwei und drei. In Nürnberg gelang ihm am Samstag sein dritter Saisonsieg, am Sonntag wurde er, von der Pole-Position aus gestartet, nach einer Kollision mit seinem Markenkollegen Nico Müller in der ersten Runde Siebter. Im weiteren Saisonverlauf gelangen ihm zunächst drei weitere Saisonsiege: In Brands Hatch sowie am Lausitzring jeweils am Sonntag sowie am Nürburgring am Samstag. Mit einem dritten Platz im Sonntagsrennen am Nürburgring gewann Rast nach 16 von 18 Rennen vorzeitig seinen zweiten Meistertitel. Zum Saisonfinale in Hockenheim erreichte er am Samstag seinen siebten Sieg 2019 und am Sonntag den dritten Rang. Auch für die Saison 2020 blieb Rast beim Team Rosberg in der DTM. Er war neben Nico Müller und Robin Frijns der dominierende Fahrer der Saison und errang in 18 Rennen sieben Rennsiege, insgesamt 13 Podien und wurde am Ende der Saison mit 353 Punkten zum dritten Mal in vier Jahren DTM-Meister. 
Am Ende der Formel-E-Meisterschaft 2019/20 ersetzte René Rast in sechs Rennen in Berlin den von seinem Team Audi Sport ABT Schaeffler nach einer Kontroverse entlassenen Daniel Abt und gab damit sein Debüt in der Elektro-Rennserie und erreichte als bestes Ergebnis einen dritten Platz. Da sich Audi nach der Saison 2020 werksseitig aus der DTM zurückzog, wechselte der Werksfahrer Rast für die Saison 2021 als Stammfahrer in die Formel E zum Team Audi Sport ABT Schaeffler. Er errang einen zweiten Platz in Puebla und wurde in der Meisterschaftstabelle mit 78 Punkten 13. Anschließend beendete Audi das Engagement in der Formel E, so dass Rast in die DTM zurückkehrte und für das Team Abt fuhr. Er beendete die Saison nach einem Rennsieg und fünf weiteren Podien mit 149 Punkten auf Platz 3 der Meisterschaft.
2023 wechselte Rast in der DTM zum Team Schubert Motorsport, wo er einen BMW M4 GT3 pilotieren wird. Außerdem startete er in der FIA-Formel-E-Weltmeisterschaft mit dem Neom McLaren Formula E Team. In der Formel E erzielte er im Laufe der Saison als Dritter in Diriyya einen Podestplatz. Mit 40 Punkten belegte er den 13. Platz in der Meisterschaft. In der DTM erzielte er einen Rennsieg sowie drei weitere Podestplätze. Die Saison beendete Rast mit 140 Punkten auf dem fünften Rang in der Meisterschaft. 2024 blieb er beim Team Schubert in der DTM. Mit zwei Rennsiegen, zwei weiteren Podestplätzen und 172 Punkten belegte er den vierten Rang in der Meisterschaft.

## Statistik

### Karrierestationen
- 1996–2002: Kartsport
- 2003: Deutsche Formel BMW (Platz 18)
- 2004: Deutsche Formel BMW (Platz 23)
- 2005: ADAC Volkswagen Polo Cup (Meister)
- 2006: Deutscher SEAT León Supercopa (Platz 2)
- 2007: Deutscher Porsche Carrera Cup (Platz 10)
- 2008: Deutscher Porsche Carrera Cup (Meister)
- 2008: Porsche Supercup (Platz 5)
- 2009: Porsche Supercup (Platz 2)
- 2010: Porsche Supercup (Meister)
- 2010: ADAC GT Masters (Platz 17)
- 2011: Porsche Supercup (Meister)
- 2011: Deutscher Porsche Carrera Cup (Platz 6)
- 2011: ADAC GT Masters (Platz 19)
- 2011: ALMS, GT
- 2012: Porsche Supercup (Meister)
- 2012: Deutscher Porsche Carrera Cup (Meister)
- 2012: ADAC GT Masters (Platz 16)
- 2013: ADAC GT Masters (Platz 6)
- 2013: FIA GT Series
- 2013: Blancpain Endurance Series
- 2014: ADAC GT Masters (Meister)
- 2015: FIA WEC
- 2016: Formel E (Platz 23)
- 2016: DTM (Platz 23)
- 2017: DTM (Meister)
- 2018: DTM (Platz 2)
- 2019: DTM (Meister)
- 2020: Formel E (Platz 15)
- 2020: DTM (Meister)
- 2021: Formel E (Platz 13)
- 2022: DTM (Platz 3)
- 2023: Formel E (Platz 13)
- 2023: DTM (Platz 5)
- 2024: DTM (Platz 4)

### Einzelergebnisse in der FIA-Formel-E-Meisterschaft
| Jahr    | Team                        | 1   | 2   | 3   | 4   | 5   | 6    | 7   | 8   | 9   | 10  | 11  | 12  | 13  | 14  | 15  | 16  | Punkte | Rang |
| ------- | --------------------------- | --- | --- | --- | --- | --- | ---- | --- | --- | --- | --- | --- | --- | --- | --- | --- | --- | ------ | ---- |
| 2015/16 | Team Aguri                  | BEI | PUT | PUN | BUE | MEX | LBH  | PAR | BER | LON | LON |     |     |     |     |     |     | 0      | 23.  |
| 2015/16 | Team Aguri                  |     |     |     |     |     | NC   |     |     |     |     |     |     |     |     |     |     | 0      | 23.  |
| 2019/20 | Audi Sport ABT Schaeffler   | DIR | DIR | SAN | MEX | MAR | BER  | BER | BER | BER | BER | BER |     |     |     |     |     | 29     | 15.  |
| 2019/20 | Audi Sport ABT Schaeffler   |     |     |     |     |     | °10° | 13  | DNF | 16  | 3   | 4   |     |     |     |     |     | 29     | 15.  |
| 2020/21 | Audi Sport ABT Schaeffler   | DIR | DIR | ROM | ROM | VAL | VAL  | MCO | PUE | PUE | NYC | NYC | LON | LON | BER | BER |     | 78     | 13.  |
| 2020/21 | Audi Sport ABT Schaeffler   | 4   | 17  | 6   | DNF | 5   | 6    | DNF | 2   | 10  | 10  | 20  | 5   | DNF | 9   | 9   |     | 78     | 13.  |
| 2022/23 | Neom McLaren Formula E Team | MEX | DIR | DIR | HYD | CAP | SAP  | BER | BER | MCO | JAK | JAK | POR | ROM | ROM | LON | LON | 40     | 13.  |
| 2022/23 | Neom McLaren Formula E Team | 18  | 5   | 3   | DNF | 4   | 9    | 17  | 13  | 17  | 15  | 15  | 14  | DNF | 13  | 14  | 12  | 40     | 13.  |

| Legende                      | Legende       | Legende                                                                 |
| Farbe                        | Abkürzung     | Bedeutung                                                               |
| ---------------------------- | ------------- | ----------------------------------------------------------------------- |
| Gold                         | —             | Sieger                                                                  |
| Silber                       | —             | 2. Platz                                                                |
| Bronze                       | —             | 3. Platz                                                                |
| Grün                         | —             | Platzierung in den Punkten                                              |
| Blau                         | —             | Klassifiziert außerhalb der Punkteränge                                 |
| Violett                      | DNF           | Rennen nicht beendet                                                    |
| Violett                      | NC            | nicht klassifiziert                                                     |
| Rot                          | DNQ           | nicht qualifiziert                                                      |
| Schwarz                      | DSQ           | disqualifiziert                                                         |
| Weiß                         | DNS           | nicht am Start                                                          |
| Weiß                         | WD            | zurückgezogen                                                           |
| Weiß                         | C             | Rennen abgesagt                                                         |
| Blanko                       |               | nicht teilgenommen                                                      |
| Blanko                       | DNP           | gemeldet, aber nicht teilgenommen                                       |
| Blanko                       | INJ           | verletzt oder krank                                                     |
| Blanko                       | EX            | ausgeschlossen                                                          |
| sonstige Formate und Zeichen | P/fett        | Pole-Position                                                           |
| sonstige Formate und Zeichen | kursiv        | Schnellste Rennrunde (ab 2017/18: Schnellste Rennrunde der ersten Zehn) |
| sonstige Formate und Zeichen | unterstrichen | Führender in der Gesamtwertung                                          |
| sonstige Formate und Zeichen | °             | FanBoost                                                                |
| sonstige Formate und Zeichen | *             | nicht im Ziel, aufgrund der zurückgelegten Distanz aber gewertet        |
| sonstige Formate und Zeichen | ( )           | Streichresultat                                                         |

### Le-Mans-Ergebnisse
| Jahr | Team                  | Fahrzeug                | Teamkollege           | Teamkollege    | Platzierung     | Ausfallgrund |
| ---- | --------------------- | ----------------------- | --------------------- | -------------- | --------------- | ------------ |
| 2014 | Sébastien Loeb Racing | Oreca 03R – Nissan      | Vincent Capillaire    | Jan Charouz    | Rang 8          |              |
| 2015 | Audi Sport Team Joest | Audi R18 e-tron quattro | Filipe Albuquerque    | Marco Bonanomi | Rang 7          |              |
| 2016 | G-Drive Racing        | Oreca 05                | Roman Rusinov         | Will Stevens   | Rang 6          |              |
| 2022 | WRT Team              | Oreca 07                | Sean Gelael           | Robin Frijns   | Ausfall         | Unfall       |
| 2023 | Tower Motorsports     | Oreca 07                | Steven Thomas         | Ricky Taylor   | Ausfall         | Unfall       |
| 2024 | BMW M Team WRT        | BMW M Hybrid V8         | Sheldon van der Linde | Robin Frijns   | nicht klassiert |              |
| 2025 | BMW M Team WRT        | BMW M Hybrid V8         | Sheldon van der Linde | Robin Frijns   | Rang 17         |              |

### Sebring-Ergebnisse
| Jahr | Team                | Fahrzeug            | Teamkollege          | Teamkollege    | Platzierung | Ausfallgrund    |
| ---- | ------------------- | ------------------- | -------------------- | -------------- | ----------- | --------------- |
| 2011 | Paul Miller Racing  | Porsche 997 GT3 RSR | Bryce Miller         | Sascha Maassen | Ausfall     | Getriebeschaden |
| 2017 | VisitFlorida Racing | Multimatic Riley    | Renger van der Zande | Marc Goossens  | Rang 36     |                 |
| 2018 | Mazda Team Joest    | Mazda RT24-P        | Oliver Jarvis        | Tristan Nunez  | Rang 8      |                 |

### Einzelergebnisse in der FIA-Langstrecken-Weltmeisterschaft
| Saison | Team                  | Rennwagen       | 1   | 2   | 3   | 4   | 5   | 6   | 7   | 8   | 9   |
| ------ | --------------------- | --------------- | --- | --- | --- | --- | --- | --- | --- | --- | --- |
| 2014   | Sébastien Loeb Racing | Oreca 03        | SIL | SPA | LEM | AUS | FUJ | SHA | BAH | SAO |     |
| 2014   | Sébastien Loeb Racing | Oreca 03        | 8   |     |     |     |     |     |     |     |     |
| 2015   | Audi Sport Team Joest | Audi R18        | SIL | SPA | LEM | NÜR | AUS | FUJ | SHA | BAH |     |
| 2015   | Audi Sport Team Joest | Audi R18        |     | 4   | 7   |     |     |     |     |     |     |
| 2016   | G-Drive Racing        | Oreca 05        | SIL | SPA | LEM | NÜR | MEX | AUS | FUJ | SHA | BAH |
| 2016   | G-Drive Racing        | Oreca 05        | 7   | 11  | 6   | DNF | 13  | 10  |     |     | 9   |
| 2022   | WRT                   | Oreca 07        | SEB | SPA | LEM | MON | FUJ | BAH |     |     |     |
| 2022   | WRT                   | Oreca 07        | 5   | 3   | DNF | 21  |     | 5   |     |     |     |
| 2023   | Tower Motorsports     | Oreca 07        | SEB | POR | SPA | LEM | MON | FUJ | BAH |     |     |
| 2023   | Tower Motorsports     | Oreca 07        | DNF |     |     |     |     |     |     |     |     |
| 2024   | BMW WRT               | BMW M Hybrid V8 | KAT | IMO | SPA | LEM | SAO | AUS | FUJ | BAH |     |
| 2024   | BMW WRT               | BMW M Hybrid V8 | 10  | 6   | 13  | DNF | 14  | 13  | DNF | DNF |     |
| 2025   | BMW WRT               | BMW M Hybrid V8 | KAT | IMO | SPA | LEM | SAO | AUS | FUJ | BAH |     |
| 2025   | BMW WRT               | BMW M Hybrid V8 | 7   | 2   | DNF | 17  | 5   |     |     |     |     |

### Statistik in der DTM
Diese Statistik umfasst alle Teilnahmen des Fahrers an der DTM.

#### Gesamtübersicht
Stand: Nürnberg, 6. Juli 2025
| Saison | Team                    | Hersteller | Fahrzeug        | Rennen | Siege | Zweiter | Dritter | Poles | schn. Rennrunden | Punkte | Pos. |
| ------ | ----------------------- | ---------- | --------------- | ------ | ----- | ------- | ------- | ----- | ---------------- | ------ | ---- |
| 2016   | Audi Sport Team Rosberg | Audi       | Audi RS5 DTM    | 1      | –     | –       | –       | –     | –                | –      | 23.  |
| 2016   | Audi Sport Team Phoenix | Audi       | Audi RS5 DTM    | 2      | –     | –       | –       | –     | –                | 8      | 23.  |
| 2017   | Audi Sport Team Rosberg | Audi       | Audi RS5 DTM    | 18     | 3     | 1       | 1       | 3     | 4                | 179    | 1.   |
| 2018   | Audi Sport Team Rosberg | Audi       | Audi RS5 DTM    | 19     | 7     | –       | 2       | 2     | 1                | 251    | 2.   |
| 2019   | Audi Sport Team Rosberg | Audi       | Audi RS5 DTM    | 18     | 7     | 2       | 4       | 8     | 2                | 322    | 1.   |
| 2020   | Audi Sport Team Rosberg | Audi       | Audi RS5 DTM    | 18     | 7     | 4       | 2       | 7     | 6                | 353    | 1.   |
| 2022   | Team Abt                | Audi       | Audi R8 LMS GT3 | 16     | 1     | 2       | 3       | 3     | –                | 149    | 3.   |
| 2023   | Schubert Motorsport     | BMW        | BMW M4 GT3      | 14     | 1     | 2       | 1       | 2     | –                | 140    | 5.   |
| 2024   | Schubert Motorsport     | BMW        | BMW M4 GT3      | 16     | 2     | 1       | 1       | –     | –                | 172    | 4.   |
| 2025   | Schubert Motorsport     | BMW        | BMW M4 GT3      | 8      | 1     | 1       | 1       | 1     | 1                | 90     | 6.   |
| Gesamt | Gesamt                  | Gesamt     | Gesamt          | 130    | 29    | 13      | 15      | 26    | 14               | 1664   |      |

#### Einzelergebnisse
| Saison | 1   | 2    | 3    | 4   | 5   | 6   | 7   | 8   | 9   | 10  | 11  | 12   | 13   | 14  | 15  | 16  | 17  | 18  | 19  | 20  |
| ------ | --- | ---- | ---- | --- | --- | --- | --- | --- | --- | --- | --- | ---- | ---- | --- | --- | --- | --- | --- | --- | --- |
| 2016   | HO1 | HO1  | SPI  | SPI | LAU | LAU | NOR | NOR | ZAN | ZAN | MOS | MOS  | NÜR  | NÜR | HUN | HUN | HO2 | HO2 |     |     |
| 2016   |     |      |      |     |     |     |     |     |     | 19  |     |      |      |     |     |     | 6   | 17  |     |     |
| 2017   | HO1 | HO1  | LAU  | LAU | HUN | HUN | NOR | NOR | MOS | MOS | ZAN | ZAN  | NÜR  | NÜR | SPI | SPI | HO2 | HO2 |     |     |
| 2017   | 6   | DNF2 | 3    | 7   | 61  | 1   | 122 | DNF | 12  | 43  | 9   | DNF  | 5    | 12  | 13  | 12  | 6   | 2   |     |     |
| 2018   | HO1 | HO1  | LAU  | LAU | HUN | HUN | NOR | NOR | ZAN | ZAN | BRH | BRH  | MIS  | MIS | NÜR | NÜR | SPI | SPI | HO2 | HO2 |
| 2018   | 9   | 72   | DNF  | DNS | 4   | 10  | 16  | 14  | 17  | 13  | 43  | 3    | DNF3 | 3   | 1   | 1   | 1   | 1   | 1   | 12  |
| 2019   | HO1 | HO1  | ZOL  | ZOL | MIS | MIS | NOR | NOR | ASS | ASS | BRH | BRH  | LAU  | LAU | NÜR | NÜR | HO2 | HO2 |     |     |
| 2019   | 16* | 1    | DNF2 | 12  | 21  | 31  | 1   | 71  | 32  | 51  | 2   | 1    | DNF1 | 1   | 1   | 32  | 1   | 3   |     |     |
| 2020   | SPA | SPA  | LA1  | LA1 | LA2 | LA2 | ASS | ASS | NÜ1 | NÜ1 | NÜ2 | NÜ2  | ZO1  | ZO1 | ZO2 | ZO2 | HOC | HOC |     |     |
| 2020   | 53  | 31   | 7    | 13  | 12  | 63  | 5   | 51  | 2   | 23  | 21  | 3    | 1    | 13  | 1   | 1   | 21  | 1   |     |     |
| 2022   | POR | POR  | LAU  | LAU | IMO | IMO | NOR | NOR | NÜR | NÜR | SPA | SPA  | SPI  | SPI | HOC | HOC |     |     |     |     |
| 2022   | DNF | 12   | 8    | 32  | 1   | DNF | 3   | 3   | 9   | DNF | 4   | DNF1 | 21   | 11  | 5   | 21  |     |     |     |     |
| 2023   | OSC | OSC  | ZAN  | ZAN | NOR | NOR | NÜR | NÜR | LAU | LAU | SAC | SAC  | SPI  | SPI | HOC | HOC |     |     |     |     |
| 2023   | 5   | DNF  |      |     | 2   | 21  | 20  | 19  | 8   | 11  | 8   | 8    | 4    | 1   | 24  | 3   |     |     |     |     |
| 2024   | OSC | OSC  | LAU  | LAU | ZAN | ZAN | NOR | NOR | NÜR | NÜR | SAC | SAC  | SPI  | SPI | HOC | HOC |     |     |     |     |
| 2024   | 7   | 7    | DNF  | 6   | 2   | 7   | 1   | 5   | 11  | 17  | 7   | 9    | 9    | 13  | 7   | 3   |     |     |     |     |
| 2025   | OSC | OSC  | LAU  | LAU | ZAV | ZAV | NOR | NOR | NÜR | NÜR | SAC | SAC  | RBR  | RBR | HOC | HOC |     |     |     |     |
| 2025   | DNF | 5    | 3    | 2   | DNF | 1   | 10  | 7   |     |     |     |      |      |     |     |     |     |     |     |     |

| \| Farbe \| Bedeutung \| \| ------------- \| --------------------------------------- \| \| Gold \| Sieger \| \| Silber \| 2. Platz \| \| Bronze \| 3. Platz \| \| Grün \| Platzierung in den Punkten \| \| Blau \| Klassifiziert außerhalb der Punkteränge \| \| Violett \| Rennen nicht beendet (DNF) \| \| Violett \| nicht klassifiziert (NC) \| \| Rot \| nicht qualifiziert (DNQ) \| \| Schwarz \| disqualifiziert (DSQ) \| \| Weiß \| nicht am Start (DNS) \| \| Weiß \| zurückgezogen (WD) \| \| Weiß \| Rennen abgesagt (C) \| \| ohne Farbe \| nicht am Training teilgenommen (DNP) \| \| ohne Farbe \| verletzt oder krank (INJ) \| \| ohne Farbe \| ausgeschlossen (EX) \| \| ohne Farbe \| nicht erschienen (DNA) \| \| fett \| Pole-Position \| \| kursiv \| Schnellste Rennrunde \| \| unterstrichen \| WM-Führung \| \| hochgestellt \| Platzierung im Sprintrennen \| | - Fett – Pole-Position - Kursiv – Schnellste Rennrunde - Unterstrichen – Gesamtführender - * – nicht im Ziel, aufgrund der zurückgelegten Distanz, aber gewertet - 1 – 3 Punkte für schnellste Qualifikationsrunde - 2 – 2 Punkte für zweitschnellste Qualifikationsrunde - 3 – 1 Punkt für drittschnellste Qualifikationsrunde |
| Farbe | Bedeutung |
| Gold | Sieger |
| Silber | 2. Platz |
| Bronze | 3. Platz |
| Grün | Platzierung in den Punkten |
| Blau | Klassifiziert außerhalb der Punkteränge |
| Violett | Rennen nicht beendet (DNF) |
| Violett | nicht klassifiziert (NC) |
| Rot | nicht qualifiziert (DNQ) |
| Schwarz | disqualifiziert (DSQ) |
| Weiß | nicht am Start (DNS) |
| Weiß | zurückgezogen (WD) |
| Weiß | Rennen abgesagt (C) |
| ohne Farbe | nicht am Training teilgenommen (DNP) |
| ohne Farbe | verletzt oder krank (INJ) |
| ohne Farbe | ausgeschlossen (EX) |
| ohne Farbe | nicht erschienen (DNA) |
| fett | Pole-Position |
| kursiv | Schnellste Rennrunde |
| unterstrichen | WM-Führung |
| hochgestellt | Platzierung im Sprintrennen |

## Auszeichnungen
- ADAC Motorsportler des Jahres 2017